# والتر ك. يونغ
والتر ك. يونغ (بالإنجليزية: Walter C. Young)‏ هو سياسي أمريكي، ولد في 2 مارس 1922 في روتشستر في الولايات المتحدة، وتوفي في 6 أغسطس 2016 في تالاهاسي في الولايات المتحدة. حزبياً، نشط في الحزب الديمقراطي. وقد انتخب عضو مجلس نواب فلوريدا.